# Milion sposobów, jak zginąć na Zachodzie
Milion sposobów, jak zginąć na Zachodzie (ang. A Million Ways to Die in the West) – amerykański film komediowy z 2014 roku w reżyserii Setha MacFarlane, utrzymany w konwencji westernu.

## Obsada
- Seth MacFarlane jako Albert
- Charlize Theron jako Anna
- Amanda Seyfried jako Louise
- Giovanni Ribisi jako Edward
- Neil Patrick Harris jako Foy
- Sarah Silverman jako Ruth
- Liam Neeson jako Clinch
- Evan Jones jako Lewis

i inni.

## Fabuła
Dziki Zachód. Hodowca owiec Albert chce odzyskać ukochaną Louise, która porzuciła go dla miejscowego przedsiębiorcy. Tymczasem do miasteczka przyjeżdża piękna Anna, która doskonale posługuje się bronią palną. Postanawia pomóc Albertowi i przygotować go do pojedynku z rywalem.